# Uwa
Uwa – gaun wikas samiti w zachodniej części Nepalu w strefie Rapti w dystrykcie Rolpa. Według nepalskiego spisu powszechnego z 2011 roku liczył on 741 gospodarstw domowych i 3970 mieszkańców (2085 kobiet i 1885 mężczyzn).